# Olympische Sommerspiele 2012/Teilnehmer (Palästina)
| Gelbes Symbol für Goldmedaillen mit stilisierten Olympischen Ringen | Graues Symbol für Silbermedaillen mit stilisierten Olympischen Ringen | Braundes Symbol für Bronzemedaillen mit stilisierten Olympischen Ringen |
| ------------------------------------------------------------------- | --------------------------------------------------------------------- | ----------------------------------------------------------------------- |
| —                                                                   | —                                                                     | —                                                                       |

Palästina nahm in London an den Olympischen Spielen 2012 teil. Es war die insgesamt fünfte Teilnahme an Olympischen Sommerspielen. Vom Palestine Olympic Committee wurden fünf Athleten in drei Sportarten nominiert, darunter Vertreter aus dem Westjordanland und Jerusalem, aus dem Gazastreifen und ein palästinensischer Flüchtling, der in Kairo lebt. Aufgrund der Bewegungseinschränkungen, welche die israelische Besatzungsmacht der palästinensischen Bevölkerung auferlegt, konnte das Team erst nach der Ankunft in London am Flughafen Heathrow erstmals zusammentreffen.
Fahnenträger bei der Eröffnungsfeier war der Judoka Maher Abu Rmilah.

## Teilnehmer nach Sportarten

### Judo
| Männer           |                  |                  |         |    |
| Maher Abu Rmilah | Klasse bis 73 kg | Dirk van Tichelt | 000:100 | 17 |

### Leichtathletik
| Athleten       | Wettbewerb | Vorlauf     | Vorlauf | Halbfinale    | Halbfinale    | Finale        | Finale        | Rang |
| Athleten       | Wettbewerb | Zeit        | Rang    | Zeit          | Rang          | Zeit          | Rang          | Rang |
| -------------- | ---------- | ----------- | ------- | ------------- | ------------- | ------------- | ------------- | ---- |
| Frauen         |            |             |         |               |               |               |               |      |
| Woroud Sawalha | 800 m      | 2:29,16 min | 8       | ausgeschieden | ausgeschieden | ausgeschieden | ausgeschieden | 38   |
| Männer         |            |             |         |               |               |               |               |      |
| Bahaa al-Farra | 400 m      | 49,93 s     | 8       | ausgeschieden | ausgeschieden | ausgeschieden | ausgeschieden | 46   |

### Schwimmen
| Athleten       | Wettbewerb     | Vorlauf     | Vorlauf | Halbfinale    | Halbfinale    | Finale        | Finale        | Rang |
| Athleten       | Wettbewerb     | Zeit        | Rang    | Zeit          | Rang          | Zeit          | Rang          | Rang |
| -------------- | -------------- | ----------- | ------- | ------------- | ------------- | ------------- | ------------- | ---- |
| Frauen         |                |             |         |               |               |               |               |      |
| Sabine Hazboun | 50 m Freistil  | 28,28 s     | 5       | ausgeschieden | ausgeschieden | ausgeschieden | ausgeschieden | 51   |
| Männer         |                |             |         |               |               |               |               |      |
| Ahmed Gebrel   | 400 m Freistil | 4:08,51 min | 3       | –             | –             | ausgeschieden | ausgeschieden | 27   |